# 丹麥國家男子籃球隊
丹麥國家男子籃球隊是丹麥的國家男子籃球隊。丹麥首次參加歐洲籃球錦標賽是在1951年，並獲得了第五名。此後丹麥還參加了1953年和1955年歐洲籃球錦標賽的比賽。在此之後丹麥沒有參加過世界主要籃球賽事。